# Marcello Nicchi
Marcello Nicchi (Gambassi Terme, 18 marzo 1953) è un ex arbitro di calcio italiano.

## Biografia
Dal 2009 al 2021 ha ricoperto la carica di presidente nazionale dell'Associazione Italiana Arbitri.

### Carriera
(Nicchi a "Il processo di Biscardi" del 19 gennaio 2004)
Esordì in Serie A nel novembre 1987 arbitrando la partita Pescara-Torino (2-2) per decisione del dirigente arbitrale Cesare Gussoni e nel 1993 venne indicato come arbitro internazionale dall'allora designatore Paolo Casarin. A livello internazionale svolse le funzioni di quarto ufficiale nella finale del campionato d'Europa 1996 Germania-Repubblica Ceca (2-1 al golden goal), arbitrata da Pierluigi Pairetto allo stadio di Wembley di Londra.
Smise di arbitrare nel 1997, per scelta tecnica dei suoi superiori, dopo gli errori commessi durante il campionato di Serie A 1996-1997. Fu una stagione tormentata, anche a causa di un'operazione al menisco che lo tenne fermo per qualche tempo. In particolare, nella partita L.R. Vicenza-Bologna espulse lo svedese Kenneth Andersson, che aveva semplicemente chiesto di essere sostituito dal proprio allenatore. In Perugia-Napoli convalidò un gol segnato nettamente con una mano dal croato Milan Rapaić.
Ha un consuntivo finale di 95 presenze in Serie A, tra cui alcune "classiche" del campionato italiano come un Juventus-Inter, un derby di Roma, un Juventus-Roma, 2 derby della Mole e un derby della Lanterna.

Nicchi (al centro) prima del derby di Torino del 3 dicembre 1995, tra il capitano torinista Rizzitelli (a sinistra) e quello juventino Vialli (a destra)

Come dirigente arbitrale è stato vicecommissario alla CAN A e B dal 1998 al 2001 e, successivamente, componente del Settore Tecnico dell'AIA, che si occupa di questioni regolamentari; è stato inoltre osservatore degli arbitri UEFA, oltre che della CAN A e B.
Nel 2006, in seguito alla nomina di Luigi Agnolin quale Commissario straordinario dell'AIA in sostituzione del presidente Tullio Lanese, che era stato coinvolto nello scandalo Calciopoli, si oppose all'operato di Agnolin, chiedendo nuove elezioni per la presidenza dell'AIA e candidandosi personalmente. Alle successive votazioni del novembre 2006 venne però sconfitto da Cesare Gussoni, l'ex arbitro proposto da Antonio Matarrese, e verso il quale avevano fatto convergere i propri voti gli altri candidati della vigilia (Bruno Di Cola, Maurizio Mattei, Arcangelo Pezzella e Cesare Sagrestani).
Nel 2009 si candida per la seconda volta alla carica di Presidente dell'A.I.A.; in occasione dell'assemblea generale dell'Associazione, tenutasi a Roma il 6 marzo, consegue più voti (163 contro 155, con una sola scheda bianca) dell'unico altro candidato, Matteo Apricena della Sezione di Firenze, diventando quindi il nuovo Presidente AIA per il quadriennio olimpico 2008-2012.
Con lui vengono eletti Narciso Pisacreta quale Vice Presidente e Alfredo Trentalange come responsabile del Settore Tecnico. Il giudizio sul suo operato è tuttora controverso, soprattutto con riferimento alla tutela degli associati nei confronti della violenza subita sui campi, ai vantaggi relativi all'utilizzo della tessera e al mancato aumento delle indennità chilometriche per i rimborsi.
Nel luglio 2010, dopo le dimissioni di Pierluigi Collina diventato designatore UEFA, nomina come referenti per le designazioni Stefano Braschi per la CAN A, e Roberto Rosetti per la CAN B.
Nicchi si ricandida a presidente in occasione dell'assemblea generale dell'AIA del novembre 2012. Qui vince la sfida a due con l'altro candidato Robert Anthony Boggi e viene nuovamente confermato nella sua carica per ulteriori quattro anni. Su 332 voti complessivi, l'aretino ottiene 208 preferenze, contro 119 del rivale e 5 schede bianche.
Per il biennio 2015-2017, viene nuovamente inserito nell'organico degli osservatori arbitrali UEFA, dopo averne già fatto parte in passato.
Il 24 settembre 2016, in occasione dell'assemblea generale dell'AIA, si presenta per la terza volta come candidato, in qualità di presidente uscente. Il limite di mandati per il Presidente dell'AIA era di due, il cambiamento fu fatto nel secondo mandato di Nicchi cosicché si potesse candidarne per un terzo. Anche in questa circostanza ottiene la vittoria, riportando, su un totale di 337 votanti, 242 preferenze finali contro le 95 dell'unico sfidante Antonio Zappi. Incomincia così il suo terzo mandato da presidente dell'Associazione Italiana Arbitri per il quadriennio 2016-2020. Insieme con Nicchi viene eletta la sua lista collegata composta da Narciso Pisacreta per la carica di vice presidente e dai componenti del Comitato Nazionale AIA Giancarlo Perinello, Umberto Carbonari e Maurizio Gialluisi.
Il 25 maggio 2017 assume il ruolo ad interim di responsabile della CAN B a seguito del decesso di Stefano Farina. Tale mandato straordinario, della durata orientativa di circa un mese, avrà scadenza 30 giugno 2017, in modo da portare a termine la stagione e procedere poi con le nuove nomine per quella successiva (2017-2018).
Nel 2021, a seguito dell'introduzione di una norma transitoria nel regolamento elettivo dell'Assemblea generale dell'AIA, che consente a chi sia in carica e abbia ricoperto tre o più mandati come Presidente, Vice Presidente o componente del Comitato nazionale di candidarsi per un ulteriore mandato, si ricandida per un quarto mandato: all'Assemblea generale del 14 febbraio 2021 viene tuttavia sconfitto da Alfredo Trentalange, che ottiene 193 voti (60,31%), contro i 125 (39,06%) ricevuti da Nicchi.

## Riconoscimenti
- Nel giugno del 2013 la sezione AIA di Ancona ha conferito a Marcello Nicchi il premio della dodicesima edizione del memoriale dedicato a Fabio Monti, ex arbitro dorico.
- Il 10 novembre 2017 a Marcello Nicchi viene assegnato il Premio "Antonio Gualtieri" da parte della Sezione AIA di Catanzaro.
- Il 20 ottobre 2017 a Marcello Nicchi viene assegnata la cittadinanza onoraria della Città di Comiso (RG).